# Hotel Catalonia Fira
L'Hotel Catalonia Fira és un gratacel de l'Hospitalet de Llobregat (Barcelonès). Fou completat el 2011 i té 26 pisos i una alçada de 105 m. Està situat a la Plaça d'Europa nº50.